# Anastrepha hambletoni
Anastrepha hambletoni är en tvåvingeart som beskrevs av Lima 1934. Anastrepha hambletoni ingår i släktet Anastrepha och familjen borrflugor. Inga underarter finns listade i Catalogue of Life.